# Shōko Inoue
Pour les articles homonymes, voir Shoko (homonymie).
Shōko Inoue (井上昌己, Inoue Shōko, née le 21 juillet 1969) est une chanteuse et auteur de J-pop japonaise qui débute en 1989, interprétant notamment deux génériques de fin pour la série anime en:Saint Tail en 1995 et 1996.

## Discographie

### Singles
- メリー･ローランの島／ジョンとメリーのために (1989.5.24 / 10TX-7214)
- 瞳－まなざし－／さよならパラダイスビーチ (1989.6.21 / 10TX-7216)
- YELL!－16番目の夏－／イヤリングのはずしかた (1989.6.21 / 10TX-7217)
- 魚座たちの渚／ラ・ブートニア (1990.1.24 / TADX-7305)
- 神様のミステイク／彼女の名前を呼ばないで (1990.5.23 / TADX-7310)
- Tokyo夏休み／翼 ひろげて (1990.9.5 / TADX-7316)
- キッチンで泣いた／腕の中のNAVIGATION (1991.1.11 / TADX-7321)
- アナザーフェイス／扉を開いて (1991.6.28 / TADX-7335)
- Merry X'masをあげたい／Balancin' Love (1991.11.6 / TADX-7342)
- 僕がいるから大丈夫／彼女が泣いた夜 (1992.3.25 / TADX-7343)
- 恋が素敵な理由／忘れてあげない-Next- (1993.1.20 / TADX-7354)
- 愛の神様 恋の天使／どうしてあなたは泣いたんだろう (1993.9.1 / TADX-7370)
- Merry X'masをあげたい－LAST FOR YOU－／恋が素敵な理由-X'mas Version- (1993.10.27 / TADX-7371)
- 恋はLiberty／Wish (1994.3.30 / TADX-7381)
- 愛してるII／.とクウォーター (1994.9.28 / TADX-7395)
- 悪いひと－もうひとつのBitter－／あなたのmariage (1995.2.22 / TADX-7405)
- 純心／軽蔑 (1995.11.8 / TADX-7420) (générique de Saint Tail)
- 僕たちの片想い／歩きたい (1996.2.28 / TADX-7428)
- Know One Knows／眠りたい (1996.3.13 / TADX-7429)
- Up Side Down－永遠の環－／好きでいてそばにいて (1996.5.20 / TADX-7430) (générique de Saint Tail)
- きみを愛することで／イヤリングのはずしかた'96 (1996.11.11 / TADX-7445)
- 抱きたい／恋はLiberty(Baggot Version) (1996.12.9 / TADX-7445)
- あのひと／壜の中の二人 (1998.4.22 / TADT-1007)
- 哀しいひと／Oops! (1998.9.2 / TADT-1011)
- 熱愛-完結編-／好きになってしまった／二人の世界 (1999.2.10 / POCH-1758)
- 想い出の続きはなくて...／私の空 (2002.7.29 / SHLA-0002)
- Song for wedding (2005.5.25 / SHLA-0005)
- Happy Everlasting／あなたのmariage
- 夕立／Lesson (2006.10.4日/SHLA-0007)

### Albums
- 愛の神様 恋の天使 (1993.9.29 / TACX-2404)
- Sweet (1994.5.25 / TACX-2424) (mini-album)
- Bitter (1994.5.25 / TACX-2425) (mini-album)
- Fair Way (1994.10.26 / TACX-2437)
- FairWay Live (1995.2.22 / TACX-2440) (live)
- Bitter II (1995.11.29 / TACX-2479) (mini-album)
- Sweet II (1995.11.29 / TACX-2480) (mini-album)
- Up Side Down (1996.6.19 / TACX-2490)
- 熱愛 (1998.9.30 / TACT-1015)
- バナ・オレンジ・ベリー (2002.1.30 / SHLA-0001)
- SHOKO-LA2nd～SHOKOLAND 2nd～ (2003.4.25 / SHLA-0003)
- Brand-New Feel (2008.7.2 / BNSH-0001)
- Precious Moment (2009.2.4 / BNSH-0003)

### Compilations
- FACE TO FACE (1991.6.28 / TACX-2351)
- FACE TO FACE-NEXT- (1993.6.2 / TACX-2400)
- Love Ballad Best SHOKO LAND (1997.1.1 / TACX-2496)
- ANNIVERSARY I (2004.5.24 / SHLA-0004) (mini-album de reprises)
- ANNIVERSARY II (2004.11.25 / TERCL-0004) (album de reprises)
- DECADE (2000.5.5 / PROA-0001)
- GOLDEN☆BEST 井上昌己 (2004.2.25 / UICZ-6057)
- My Style BEST 2008 (2007.12.1 / SHLA-0008)

### Vidéos
- matiere CONCERT -日本青.館1990.6.18- (1990.9.14 / TAVX-1003)
- Balancin' Love (1991.11.27 / TAVX-1017)
- Fair Way Live (1995.3.15 / TAVX-1020)
- index (1996.6.20 / TAVX-1023)
- on/off (2002.1.2 / SHLD-0001)
- SHOKO INOUE IN WINTER 2003 (2004.5.24 / SHLV-0002/SHLD-0003)
- LIVE! Brand-New Feel -2008- (2008.10.24 / BNSH-0002)

## Liens
- (ja) Site officiel